# アンドロメダを解放するペルセウス (ルーベンス、絵画館)
『アンドロメダを解放するペルセウス』（アンドロメダをかいほうするペルセウス、蘭: Perseus bevrijdt Andromeda, 独: Perseus befreit Andromeda, 英: Perseus frees Andromeda）は、バロック期のフランドルの巨匠ピーテル・パウル・ルーベンスが1620年から1622年に制作した絵画である。油彩。主題はオウィディウスの『変身物語』で語られている英雄ペルセウスとアンドロメダの物語から取られている。プロイセン国王フリードリヒ2世に所有されたことが知られており、現在はベルリンの絵画館に所蔵されている。また同主題の絵画がエルミタージュ美術館、ボイマンス・ヴァン・ベーニンゲン美術館、同じく絵画館、プラド美術館に所蔵されている。

## 主題
『変身物語』によると、エチオピア王ケペウスの王妃カッシオペイアは自身の美しさを鼻にかけ、海の女神ネレイスたちよりも美しいと自慢した。海神ポセイドンはネレイスたちが受けた侮辱を晴らすため海の怪物を送り込んで国土を荒らし、そのうえ王女アンドロメダは神託によって怪物の生贄にならなければならなかった。そこに有翼のサンダルをはいたゼウスとダナエの息子ペルセウスが空から現れた。メドゥーサ退治の冒険からの帰路の途上であったペルセウスは、海岸の岩に鎖で縛られたアンドロメダを発見し、恋に落ちた。ペルセウスは地上に降りて王女に話しかけ、事情を知るとアンドロメダを守るため怪物を退治し、鎖を解いて助け出したとされる。

## 作品

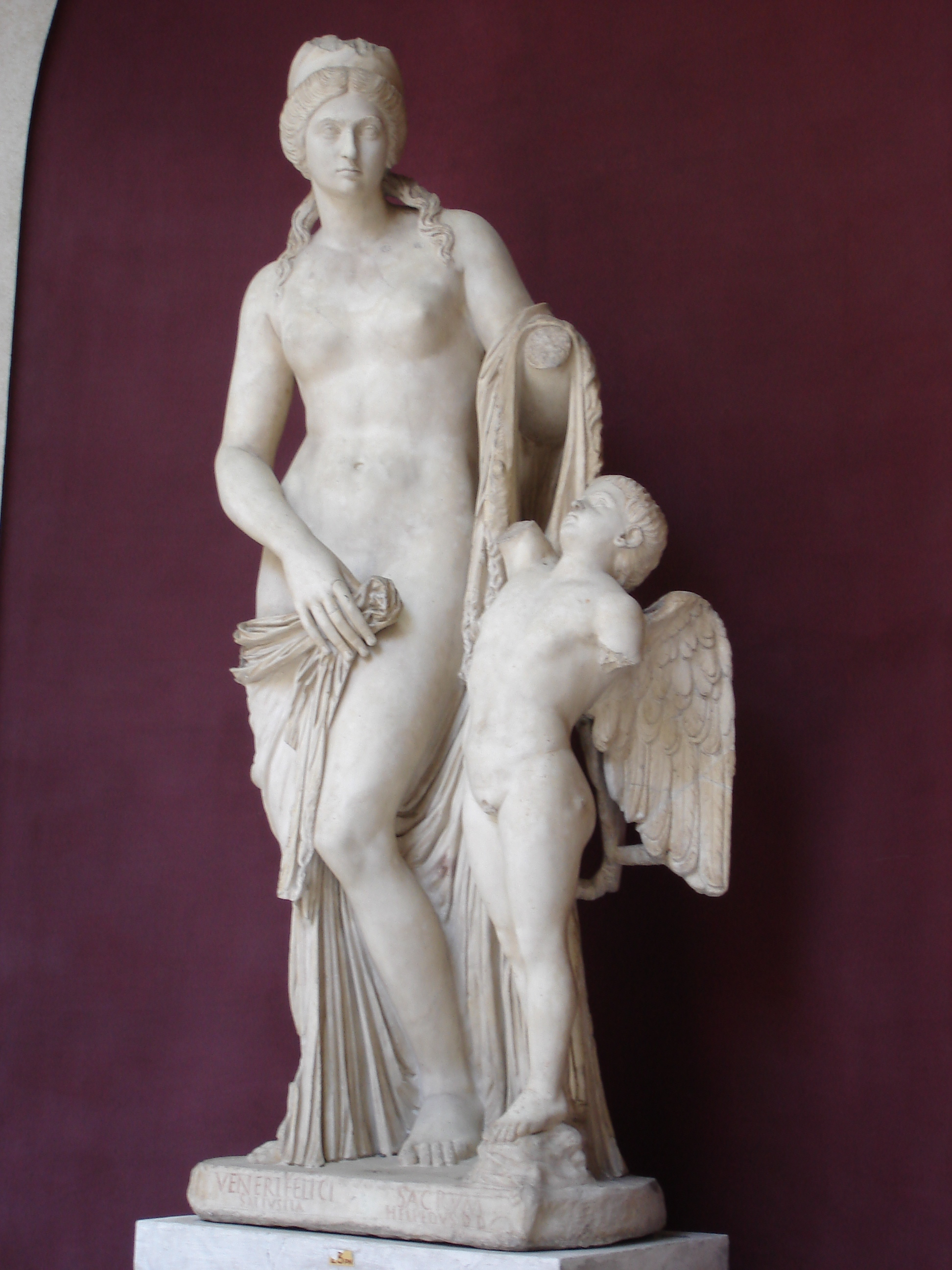
アンドロメダとプットの図像的源泉とされる古代彫刻ヴィーナス・フェリクス。ヴァチカン美術館所蔵。

ルーベンスは岩場に縄で縛られたアンドロメダを解放するペルセウスを描いている。怪物がすでに退治された後であることは、画面左端の波打ち際に怪物の死体が横たわっていることから分かる。ペルセウスは黒い甲冑と深紅のマントをまとっているのに対して、アンドロメダはほとんど何も身に着けていない。後ろ手に縛られていた彼女は、頬を赤らめながらうつむき、自由になった右手で下肢を覆っている。2人のプットがアンドロメダの解放を手伝っており、さらに3人のプットが有翼の馬ペガソスに群がっている。そのうち1人はペガソスの手綱を引いて歩いているが、残りの2人はペガソスの背中で遊んでいる。
オウィディウスがペルセウスとアンドロメダの出会いと、その後の英雄と怪物との戦いを描写することに重点を置いているのに対して、ルーベンスは怪物との戦いを省略し、2人の出会いとアンドロメダの解放の場面を結びつけて描いている。そしてそれらの描写は怪物の死体が横たわる画面左から画面右へと時系列的に進み、ペルセウスとアンドロメダのたがいに依存しあう姿勢でクライマックスに達している。ルーベンスは英雄にダイナミックな身体の動きを与えるとともに、明るい光の中で繊細に形作られた女性像に乙女の献身を内面化させ、それによってアンドロメダの解放の中で最高潮に達する新たな愛の高揚感を描写している。
図像的源泉としては、アンドロメダとその隣にいるプットの図像をローマのヴァチカン美術館に所蔵されているヴィーナス・フェリクス（好意的なウェヌス）像に基づいて描いたことが指摘されている。おそらくルーベンスは初期のイタリア時代に滞在したローマでこの像を見た。ルーベンスがこの像を知った別の可能性としては、ヘンドリック・ホルツィウスによるヴィーナス・フェリクス像のスケッチが指摘されている。
なお、オウィディウスでは、ペルセウスは有翼のサンダルで空を飛行したと歌われているが、本作品のペルセウスは有翼のサンダルを身に着けておらず、代わりに有翼の馬ペガソスが登場している。この変更は14世紀のジョヴァンニ・ボッカチオの『異邦人の神々の系譜について』（Genealogia Deorum Gentilium）に由来している。絵画ではイタリアの画家ジュゼッペ・チェーザリが『ペルセウスとアンドロメダ』（Perseo e Andromeda, 1592年）においてペガソスに騎乗するペルセウスを描いており、それ以降ペガソスとともにペルセウスを描いた作例が散見している。ルーベンスは本作品以降もペガソスが登場するバージョンを描き続けたが、有翼のサンダルで空を飛行するバージョンも描いている。

## 来歴

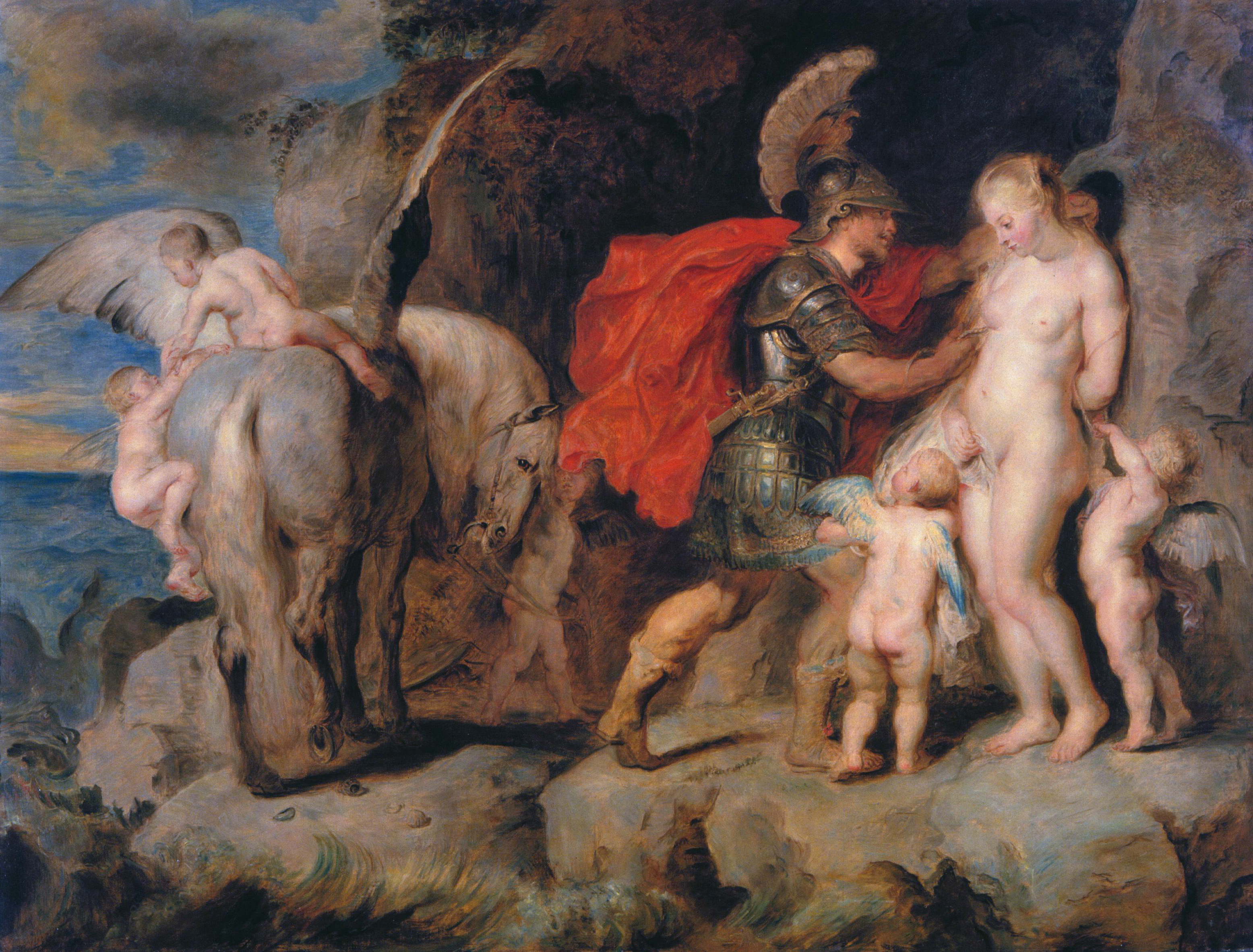
19世紀末のベルギーの画家エドゥアルト・デ・ヤンスによる複製。ルーベンスの家所蔵。

絵画の初期の来歴は不明である。1764年以降、プロイセン国王フリードリヒ2世のコレクションとして記録されている。その後、1830年に絵画館に収蔵された。

## 別バージョン
ルーベンスはペルセウスとアンドロメダ数点の作品を制作している。これらのうち本作品と最も近い関係にあるのは同時期に制作されたエルミタージュ版である。構図は左右反転しているものの、実質的に同一のものであり、ペルセウスがメドゥーサの盾を装備しているほか、より多くの登場人物とともに描かれている。ザクセン選帝侯領およびポーランド・リトアニア共和国の政治家ハインリヒ・フォン・ブリュール旧蔵の絵画で、ブリュールの死後にロシアに渡った。ボイマンス版はトゥーレ・デ・ラ・パラーダ装飾事業のために依頼された作品のスケッチである。同じく絵画館所蔵のバージョンはルーベンスの死後工房に残されていた作品で、ルーベンスの一族に相続されたのち、複数の所有者を経て絵画館に収蔵された。プラド版は旧王宮（Royal Alcázar of Madrid）の装飾のために依頼された作品である。

## 影響
19世紀のフランドルの画家エドゥアルド・デ・ヤンスが複製を制作している。この複製は現在、アントウェルペンのルーベンスの家に所蔵されている。

## ギャラリー

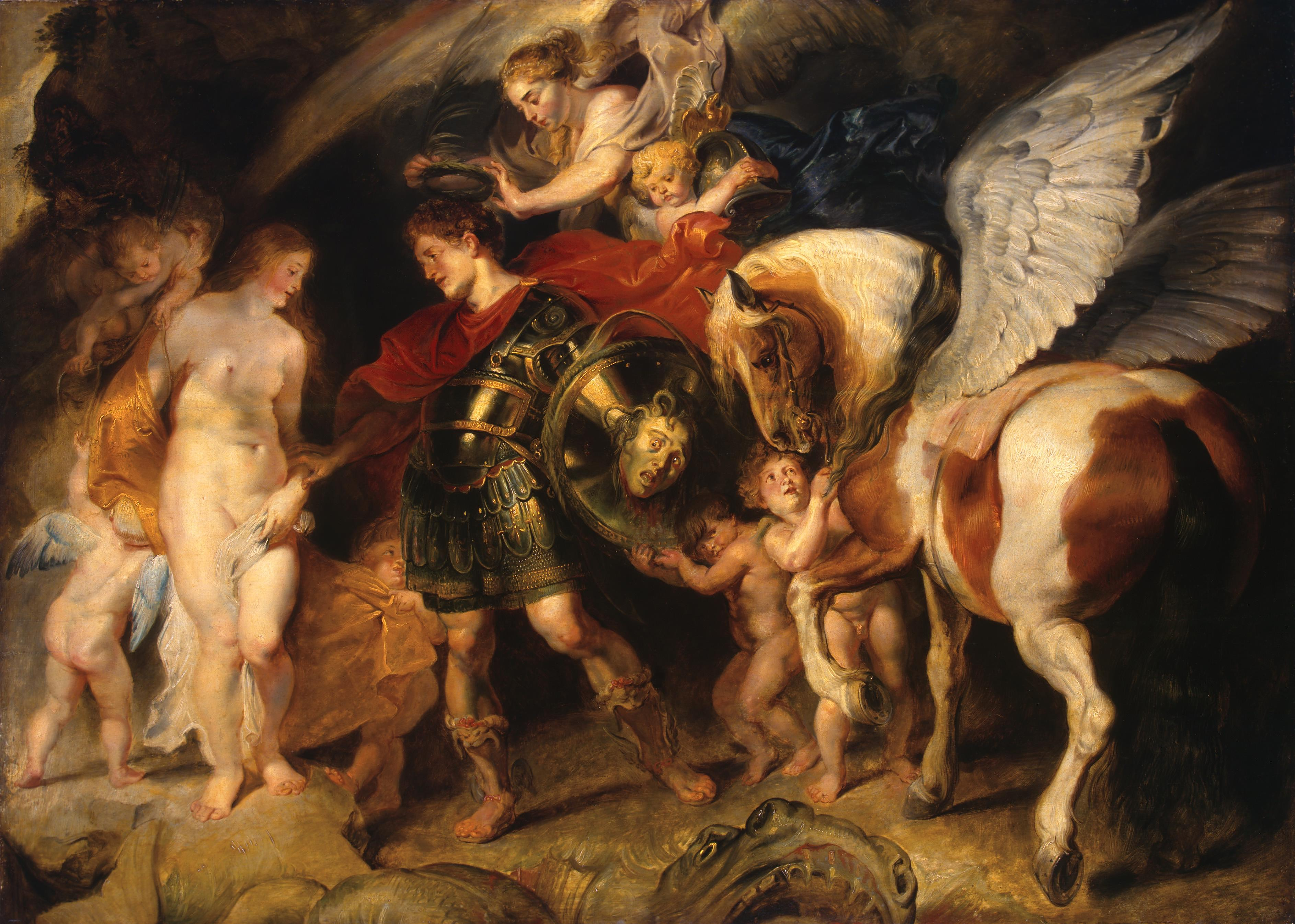
『アンドロメダを解放するペルセウス』1622年ごろ エルミタージュ美術館所蔵
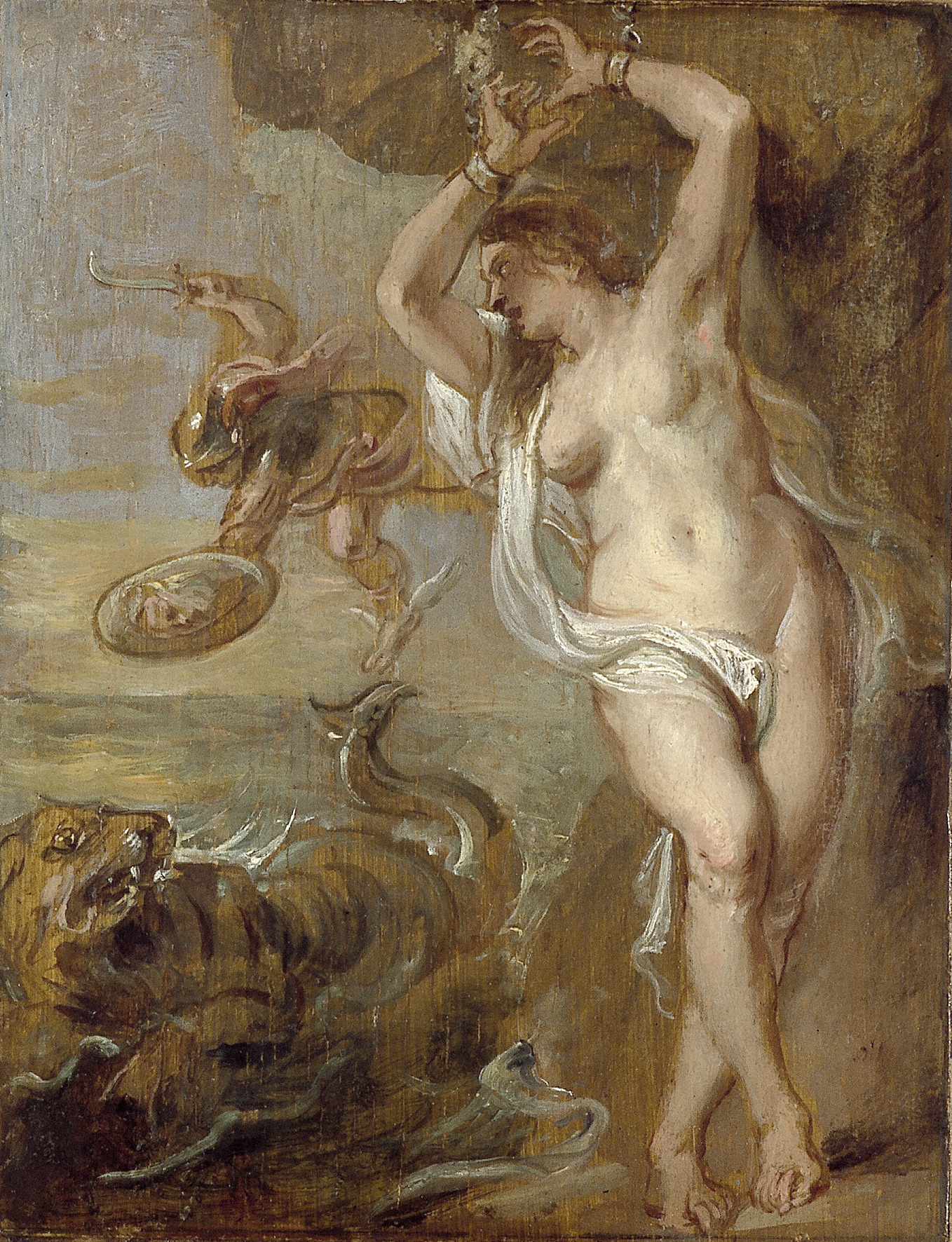
『ペルセウスとアンドロメダ』1636年-1637年 ボイマンス・ヴァン・ベーニンゲン美術館所蔵
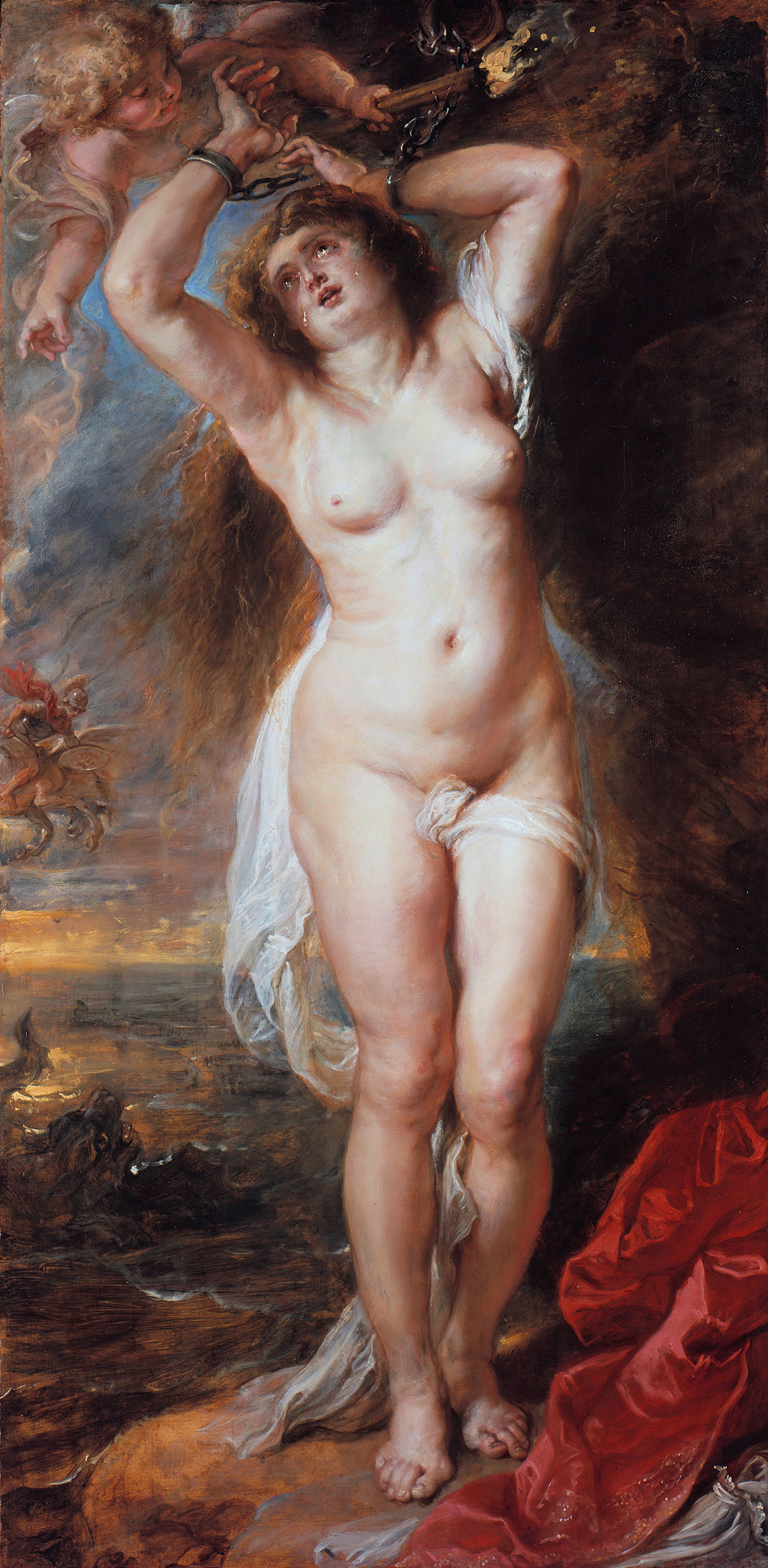
『アンドロメダ』1638年と1639年の間 絵画館所蔵
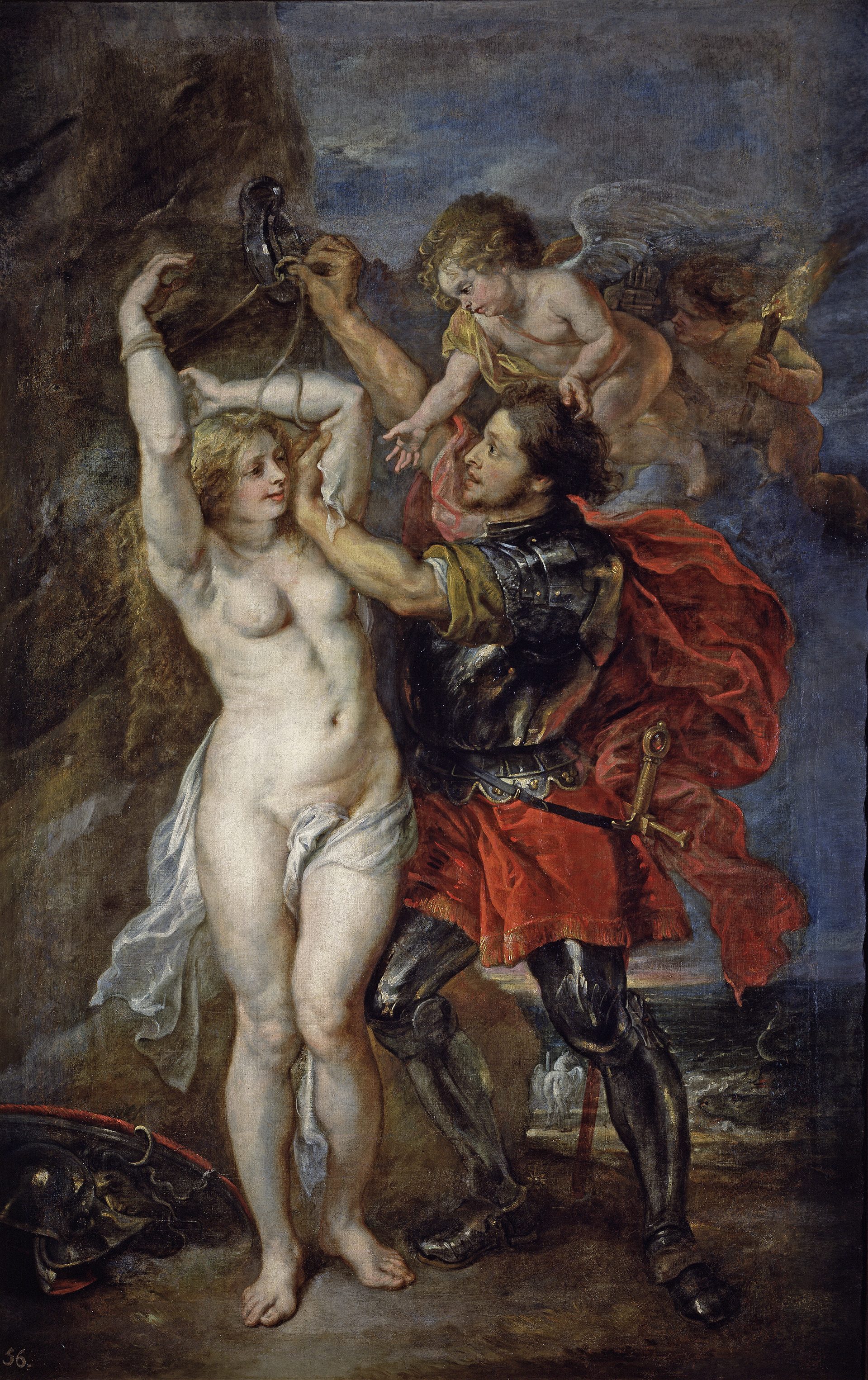
『アンドロメダを解放するペルセウス』1639年-1641年 プラド美術館所蔵